# Segunda División B
De Segunda División B was tot 2021 de derde Spaanse voetbalcompetitie.
De tachtig clubs in deze divisie waren verdeeld over vier regionale groepen van twintig clubs, die een complete competitie speelden. De indeling van de groepen verschilde per seizoen. Veel tweede elftallen van profclubs kwamen in deze divisie uit, onder andere de B-teams van FC Sevilla (Sevilla Atlético), Atlético Madrid (Atlético Madrid B), Real Madrid (Real Madrid Castilla), Deportivo La Coruña (Fabril), Celta de Vigo (Celta de Vigo B), Real Sociedad (Real Sociedad B), Athletic Bilbao (Bilbao Athletic), CA Osasuna
(CA Osasuna B) en Real Sporting de Gijón (Real Sporting de Gijón B). Aan het eind van het seizoen was er een nacompetitie voor zowel promotie naar de Segunda División als voor degradatie naar Tercera División.
Door de regionale opzet van de competities en het promotiesysteem met play-offs en voorheen minicompetitie vanuit de Tercera División wilden er nog weleens meerdere clubs uit een bepaalde regio promoveren (bijvoorbeeld meerdere clubs uit Madrid) die in dezelfde groep behoorden uit te komen (in dit geval groep 1). In een dergelijk geval konden clubs dan van groep verwisselen. Een voorbeeld hiervan is Talavera CF dat al in alle vier de verschillende groepen van de Segunda División B heeft gevoetbald en nagenoeg jaarlijks van groep wisselde.

## Promotie
Vanaf de oprichting van de reeks speelden de ploegen in twee reeksen en de kampioen en de vice-kampioen van elke reeks promoveerde. Door de inkrimping van de Segunda División A, promoveerden einde seizoen 1985-1986 uitzonderlijk enkel de twee kampioenen.
Vanaf seizoen 1987-1988 bestond de reeks uit vier groepen en promoveerden enkel de vier kampioenen.
Het systeem van de directe promoties werd vanaf seizoen 1990-1991 afgeschaft en vervangen door een systeem van play offs, waarbij de vier beste ploegen van de vier groepen streden om vier promoties.  Alle zestien ploegen speelden in één play off met twee ronden.  Elke ronde bestond uit een heen- en terugwedstrijd, waar de laagst geëindigde ploeg steeds tegen de best geëindigde ploeg werd uitgeloot.  Na twee ronden bleven vier overwinnaars, die dan promovereerden naar het tweede niveau van het Spaans voetbal.
Tijdens het seizoen 2008-2009 werd de play off hervormd. Na afloop van het reguliere seizoen strijden de top vier ploegen van elke groep om promotie (play-off) naar de Segunda División A. Alle rondes van de eindronde bestaan uit een heen- en terugwedstrijd en eventueel de hoogst geëindigde ploeg heeft thuisvoordeel tijdens de terugwedstrijd.  De teams, die als eerste in elke groep zijn geëindigd, worden tegen elkaar uitgeloot.  De twee winnaars promoveren en spelen een extra ronde om de eretitel van absoluut kampioen van de reeks te verkrijgen.  De twee verliezers worden opgevist in de tweede ronde van de andere eindronde.  De overige teams spelen een eerste ronde van heen- en terugwedstrijd, waar de tweeden tegen de vierden en de derden onderling worden geloot.  De zes winnaars spelen samen met de twee kampioenen die niet gepromoveerd zijn, een tweede ronde.  Ook hier worden de geloot volgens rangschikking.  De vier winnaars van deze ronde worden nogmaals volgens rangschikking geloot en de twee winnaars promoveren.

## Degradatie
Bij de oprichting van de reeks degradeerden zes ploegen naar de Tercera División, zijnde de drie slechts geklasseerde ploegen van elke reeks.
Het seizoen 1985-1986 had door de ingkrimping van de Segunda División A en de tijdelijke reductie van 2 groepen naar 1 groep van de Segunda División B een heel speciale regeling.  De dertien laatste ploegen van elke reeks zijn toen gedegradeerd.
Door de creatie van vier groepen vanaf seizoen 1987-1988 waren er tijdens seizoen 1986-1987 uitzonderlijk geen degradanten.
Vanaf seizoen 1987-1988 degradeerden in totaal 17 ploegen, zijnde de vier laatst geklasseerden van elke reeks en de zestiende gerangschikte met de minste punten.
Deze automatische degradatie van de slechtste zestiende geplaatste, die de laatste daler was, werd vervangen door een play down van twee ronden tussen de zestiende gerangschikten.  De winnaars van de eerst ronde handhaafden zich en enkel de verliezer van de tweede ronde degradeerde.
Toen vanaf seizoen 2006-2007 de Tercera División van 17 naar 18 reeksen uitgebreid werd, degradeerden in het totaal achttien ploegen. Aan het einde van het seizoen degraderen de laatste vier ploegen van elke groep rechtstreeks. Deze zestien teams werden vergezeld door twee andere, die voortkomen uit een eindronde (play-down) tussen de zestiende geklasseerde in elke groep. De vier ploegen werden tegen elkaar uitgeloot en na een heen- en terugwedstrijd degradeerden de twee verliezers.

## Uitslagen
| Seizoen                    | Groep I              | Groep II             | Groep III              | Groep IV          | Groep V    | Ook gepromoveerd                      |
| -------------------------- | -------------------- | -------------------- | ---------------------- | ----------------- | ---------- | ------------------------------------- |
| 1929                       | Cultural Leonesa     | -                    | -                      | -                 | -          | Murcia                                |
| 1977–78                    | Racing Ferrol        | Almería              | -                      | -                 | -          | Algeciras, Castilla                   |
| 1978–79                    | Palencia             | Levante              | -                      | -                 | -          | Gimnàstic, Oviedo                     |
| 1979–80                    | Barakaldo            | Linares              | -                      | -                 | -          | Ceuta, Atlético Madrileño             |
| 1980–81                    | Celta                | Mallorca             | -                      | -                 | -          | Córdoba, Deportivo                    |
| 1981–82                    | Barcelona B          | Xerez                | -                      | -                 | -          | Cartagena, Palencia                   |
| 1982–83                    | Athletic B           | Granada              | -                      | -                 | -          | Algeciras, Tenerife                   |
| 1983–84                    | Sabadell             | Lorca                | -                      | -                 | -          | Calvo Sotelo, Logroñés                |
| 1984–85                    | Sestao               | Rayo Vallecano       | -                      | -                 | -          | Albacete, Deportivo Aragón            |
| 1985–86                    | Figueres             | Xerez                | -                      | -                 | -          | -                                     |
| 1986–87                    | Tenerife             | -                    | -                      | -                 | -          | Lleida, Granada, Real Burgos          |
| 1987–88                    | Eibar                | CFJ Mollerussa       | Salamanca              | Alzira            | -          | -                                     |
| 1988–89                    | Athletic B           | Palamós              | Atlético B             | Levante           | -          | -                                     |
| 1989–90                    | Real Avilés          | Lleida               | Albacete               | Orihuela          | -          | -                                     |
| 1990–91                    | Real Madrid B        | Racing Santander     | Badajoz                | Barcelona B       | -          | Compostela, Mérida                    |
| 1991–92                    | Salamanca            | Sant Andreu          | Cartagena              | Marbella          | -          | Badajoz, Lugo, Villarreal             |
| 1992–93                    | Leganés              | Alavés               | Murcia                 | Las Palmas        | -          | Hércules, Toledo                      |
| 1993–94                    | Salamanca            | Alavés               | Gramenet               | Extremadura       | -          | Getafe, Ourense                       |
| 1994–95                    | Racing Ferrol        | Alavés               | Levante                | Córdoba           | -          | Almería, Écija, Sestao                |
| 1995–96                    | Las Palmas           | Sporting B           | Levante                | Jaén              | -          | Atlético Madrid B, Ourense            |
| 1996–97                    | Sporting B           | Aurrerá              | Gimnàstic              | Córdoba           | -          | Elche, Jaén, Numancia, Xerez          |
| 1997–98                    | Cacereño             | Barakaldo            | Barcelona B            | Málaga            | -          | Mallorca B, Recreativo de Huelva      |
| 1998–99                    | Getafe               | Cultural Leonesa     | Levante                | Melilla           | -          | Córdoba, Elche                        |
| 1999-00                    | Universidad LPGC     | Gimnástica           | Gandía                 | Granada           | -          | Jaén, Murcia, Racing de Ferrol        |
| 2000–01                    | Atlético B           | Burgos               | Gramenet               | Cádiz             | -          | Gimnàstic, Ejido, Xerez               |
| 2001–02                    | Barakaldo            | Barcelona B          | Real Madrid B          | Motril            | -          | Almería, Compostela, Getafe, Terrassa |
| 2002–03                    | Universidad LPGC     | Real Unión           | Castellón              | Algeciras         | -          | Cádiz, Ciudad de Murcia, Málaga B     |
| 2003–04                    | Pontevedra           | Atlético B           | Lleida                 | Lanzarote         | -          | Gimnàstic, Racing de Ferrol           |
| 2004–05                    | Real Madrid B        | Ponferradina         | Alicante               | Sevilla B         | -          | Castellón, Lorca, Real Madrid B       |
| 2005–06                    | Universidad LPGC     | Salamanca            | Badalona               | Cartagena         | -          | Las Palmas, Ponferradina, Vecindario  |
| 2006–07                    | Pontevedra           | Eibar                | Alicante               | Sevilla Atlético  | -          | Córdoba, Racing de Ferrol             |
| 2007–08                    | Rayo Vallecano       | Ponferradina         | Girona                 | Écija             | -          | Alicante, Huesca                      |
| 2008–09                    | Real Unión           | Cartagena            | Alcoyano               | Cádiz             | -          | Villarreal B                          |
| 2009–10                    | Ponferradina         | Alcorcón             | Sant Andreu            | Granada           | -          | Barcelona B                           |
| 2010–11                    | Lugo                 | Eibar                | Sabadell               | Real Murcia       | -          | Alcoyano, Guadalajara                 |
| 2011–12                    | Real Madrid Castilla | Mirandés             | Atlético Baleares      | Cádiz             | -          | Lugo, Ponferradina                    |
| 2012–13                    | Tenerife             | Alavés               | L'Hospitalet           | Jaén              | -          | Eibar                                 |
| 2013–14                    | Racing Santander     | Sestao River         | Llagostera             | Albacete          | -          | Leganés                               |
| 2014–15                    | Real Oviedo          | SD Huesca            | Gimnàstic de Tarragona | Cádiz CF          | -          | Bilbao Athletic                       |
| 2015–16                    | Racing Santander     | Real Madrid Castilla | CF Reus Deportiu       | UCAM Murcia CF    | -          | Sevilla Atlético, Cádiz CF            |
| 2016–17                    | Cultural Leonesa     | Albacete Balompié    | FC Barcelona B         | Lorca FC          | -          | -                                     |
| 2017–18                    | Rayo Majadahonda     | CD Mirandés          | RCD Mallorca           | FC Cartagena      | -          | Elche CF, Extremadura UD              |
| 2018–19                    | CF Fuenlabrada       | Racing Santander     | Atlético Baleares      | Recreativo Huelva | -          | SD Ponferradina, CD Mirandés          |
| 2019–20 (coronapandemie)   | Atlético Baleares    | UD Logroñés          | CD Castellón           | FC Cartagena      | -          | CE Sabadell                           |
| 2020–21 (overgangsseizoen) | Burgos CF            | Real Sociedad B      | UD Ibiza               | Linares Deportivo | CD Badajoz | SD Amorebieta                         |

Vetgedrukte ploegen promoveerden. Sinds 2009 spelen de twee poulewinnaars tegen elkaar voor het kampioenschap in de Segunda División B. De kampioen staat in het goud en de nummer twee in het zilver.
Op tien wedstrijden van het einde van seizoen 2019-2020 brak de coronapandemie uit. Op 14 april 2020 besloot de RFEF om de competitie te staken en de leiders uit te roepen als kampioen van de reguliere competitie. Ondanks het feit dat deze beslissing veel tegenwind kreeg, werd ze herbevestigd op 6 mei.  Op 25 juni werd er voor de eindrondes geloot.  In tegenstelling met normale play offs worden de rondes in één wedstrijd op neutrale boden gespeeld.  De voorrondes vinden plaats in de Estadio Cuidad de Málaga, de Nuevo Mirador (thuishaven van Algeciras CF) en het Marbella Football Center en de finales worden gespeeld in de Estadio La Rosaleda, thuishaven van Málaga CF.  Om het aantal wedstrijden te beperken wordt de eretitel van algemeen kampioen dit jaar niet uitgedeeld.

## Historische classificatie
Inclusief seizoen 2020-2021 zijn dit de ploegen met de meeste deelnames:
| Pos. | Team                     | Seizoenen |
| ---- | ------------------------ | --------- |
| 1.   | Pontevedra CF            | 36        |
| 1.   | Cultural Leonesa         | 36        |
| 1.   | Barakaldo CF             | 36        |
| 4.   | Real Sociedad B          | 35        |
| 5.   | UD Melilla               | 34        |
| 6.   | CA Osasuna B             | 32        |
| 7.   | Sevilla Atlético         | 31        |
| 7.   | Bilbao Athletic          | 31        |
| 7.   | Real Sporting de Gijón B | 31        |
| 7.   | Atlético Madrid B        | 31        |

## Tussenseizoen 2020-2021
Het seizoen 2020-2021 wordt een tussenseizoen met 102 ploegen over 5 reeksen, drie van 20 clubs en twee groepen van 21 clubs, elk verdeeld over twee subgroepen van elk 10 of 11 teams.  Op deze manier kan vanaf seizoen 2021-2022 de reeks ophouden te bestaan en opgesplitst worden in twee reeksen van 20 ploegen, de semi-professionele Primera División RFEF en vier reeksen van 23 of 24 ploegen, de hoogste amateurreeks Segunda División RFEF genaamd. Dit gaan dan de derde en vierde divisie worden.  De voormalige Tercera División wordt de Tercera División RFEF.
Tijdens seizoen wordt de competitie gehouden in drie fasen, waarvan de eerste overeenkomt met de reguliere competitie.  De tweede fase bestaat uit drie specifieke subcompetities.  De eerste subcompetitie waarin de ploegen gaan strijden voor de zestien plaatsen, die in de derde fase gaan strijden om de vier plaatsen in de Segunda División A. De tweede subcompetitie die gaat strijden voor tien plaatsen in de nieuwe Primera División RFEF. Ten slotte de derde subcompetitie die gaat strijden voor veertien plaatsen in de nieuwe Segunda División RFEF.  De derde fase om van de zestien gekwalificeerde ploegen naar de vier stijgers naar de Segunda División A te gaan, wordt gespeeld in twee rondes met directe uitschakeling na heen- en terugwedstrijden.
Zo zal de Primera División RFEF tijdens haar eerste seizoen 2021-2022 bestaan uit de vier dalers van de Segunda División A editie 2020-2021, de twaalf verliezers van de derde fase, de veertien verliezers van de eerste subcompetitie van de tweede fase en de tien winnaars van de tweede subcompetitie van de tweede fase.  De veertig ploegen worden in twee reeksen ondergebracht. 
De Segunda División RFEF zal tijdens haar eerste seizoen 2021-2022 samengesteld zijn uit de tweeëntwintig verliezers van de tweede subcompetitie van de tweede fase en de veertien winnaars van de derde subcompetitie van de tweede fase.  Deze ploegen worden aangevuld met vierenvijftig ploegen uit de voormalige Tercera División en onderverdeeld in vier reeksen. 

### Uitslagen

#### Fase 1 Reguliere Competitie

##### Groep 1 Subgroep A
| Positie | Team                       | Wed | Gew | Gel | Ver | DV | DT | Gem | Punt | Res Fase 2           |
| ------- | -------------------------- | --- | --- | --- | --- | -- | -- | --- | ---- | -------------------- |
| 1       | Celta de Vigo B            | 18  | 9   | 3   | 6   | 22 | 20 | +2  | 30   | Eerste subcompetitie |
| 2       | Unionistas de Salamanca CF | 18  | 8   | 6   | 4   | 17 | 10 | +7  | 30   | Eerste subcompetitie |
| 3       | Zamora CF                  | 18  | 8   | 6   | 4   | 18 | 17 | +1  | 30   | Eerste subcompetitie |
| 4       | Deportivo La Coruña        | 18  | 8   | 5   | 5   | 14 | 10 | +4  | 29   | Tweede subcompetitie |
| 5       | Racing Ferrol              | 18  | 7   | 6   | 5   | 22 | 17 | +5  | 27   | Tweede subcompetitie |
| 6       | SD Compostela              | 18  | 5   | 10  | 3   | 20 | 16 | +4  | 25   | Tweede subcompetitie |
| 7       | Pontevedra CF              | 18  | 5   | 6   | 7   | 19 | 19 | 0   | 21   | Derde subcompetitie  |
| 8       | Coruxo FC                  | 18  | 6   | 2   | 10  | 16 | 23 | -7  | 20   | Derde subcompetitie  |
| 9       | Salamanca CF               | 18  | 5   | 4   | 9   | 17 | 23 | -6  | 19   | Derde subcompetitie  |
| 10      | CD Guijuelo                | 18  | 2   | 6   | 10  | 12 | 22 | -10 | 12   | Derde subcompetitie  |

##### Groep 1 Subgroep B
| Positie | Team                     | Wed | Gew | Gel | Ver | DV | DT | Gem | Punt | Res Fase 2           |
| ------- | ------------------------ | --- | --- | --- | --- | -- | -- | --- | ---- | -------------------- |
| 1       | Burgos CF                | 18  | 12  | 3   | 3   | 24 | 12 | +12 | 39   | Eerste subcompetitie |
| 2       | Cultural Leonesa         | 18  | 8   | 7   | 3   | 27 | 15 | +12 | 31   | Eerste subcompetitie |
| 3       | Real Valladolid Promesas | 18  | 8   | 6   | 4   | 24 | 17 | +7  | 30   | Eerste subcompetitie |
| 4       | CD Numancia              | 18  | 6   | 7   | 5   | 23 | 14 | +9  | 25   | Tweede subcompetitie |
| 5       | UP Langreo               | 18  | 6   | 7   | 5   | 21 | 20 | +1  | 25   | Tweede subcompetitie |
| 6       | Club Marino de Luanco    | 18  | 6   | 4   | 8   | 18 | 22 | -4  | 22   | Tweede subcompetitie |
| 7       | Real Oviedo B            | 18  | 6   | 3   | 9   | 17 | 27 | -10 | 21   | Derde subcompetitie  |
| 8       | CD Lealtad               | 18  | 4   | 8   | 6   | 11 | 14 | -3  | 20   | Derde subcompetitie  |
| 9       | Sporting Gijón B         | 18  | 3   | 7   | 8   | 16 | 24 | -8  | 16   | Derde subcompetitie  |
| 10      | CD Covadonga             | 18  | 4   | 2   | 12  | 21 | 37 | -16 | 14   | Derde subcompetitie  |

##### Groep 2 Subgroep A
| Positie | Team                 | Wed | Gew | Gel | Ver | DV | DT | Gem | Punt | Res Fase 2           |
| ------- | -------------------- | --- | --- | --- | --- | -- | -- | --- | ---- | -------------------- |
| 1       | Real Sociedad B      | 20  | 12  | 4   | 4   | 35 | 16 | +19 | 40   | Eerste subcompetitie |
| 2       | Athletic Bilbao      | 20  | 11  | 6   | 3   | 34 | 19 | +15 | 39   | Eerste subcompetitie |
| 3       | SD Amorebieta        | 20  | 11  | 4   | 5   | 26 | 19 | +7  | 37   | Eerste subcompetitie |
| 4       | Racing Santander     | 20  | 10  | 5   | 5   | 30 | 17 | +13 | 35   | Tweede subcompetitie |
| 5       | Real Unión           | 20  | 10  | 3   | 7   | 26 | 18 | +8  | 33   | Tweede subcompetitie |
| 6       | Arenas Club de Getxo | 20  | 5   | 11  | 4   | 15 | 15 | 0   | 26   | Tweede subcompetitie |
| 7       | SD Laredo            | 20  | 7   | 3   | 10  | 17 | 27 | -10 | 24   | Tweede subcompetitie |
| 8       | Club Portugalete     | 20  | 6   | 4   | 10  | 16 | 19 | -3  | 22   | Derde subcompetitie  |
| 9       | Deportivo Alavés B   | 20  | 5   | 5   | 10  | 22 | 31 | -9  | 20   | Derde subcompetitie  |
| 10      | Barakaldo CF         | 20  | 5   | 2   | 13  | 19 | 39 | -20 | 17   | Derde subcompetitie  |
| 11      | SD Leioa             | 20  | 1   | 7   | 12  | 12 | 32 | -20 | 10   | Derde subcompetitie  |

##### Groep 2 Subgroep B
| Positie | Team                      | Wed | Gew | Gel | Ver | DV | DT | Gem | Punt | Res Fase 2           |
| ------- | ------------------------- | --- | --- | --- | --- | -- | -- | --- | ---- | -------------------- |
| 1       | CD Tudelano               | 18  | 9   | 7   | 2   | 29 | 14 | +15 | 34   | Eerste subcompetitie |
| 2       | CD Calahorra              | 18  | 9   | 7   | 2   | 17 | 6  | +11 | 34   | Eerste subcompetitie |
| 3       | SD Logroñés               | 18  | 7   | 8   | 3   | 20 | 14 | +6  | 29   | Eerste subcompetitie |
| 4       | CD Ebro                   | 18  | 7   | 7   | 4   | 15 | 17 | -2  | 28   | Tweede subcompetitie |
| 5       | CA Osasuna B UD Mutilvera | 18  | 6   | 6   | 6   | 21 | 22 | -1  | 24   | Tweede subcompetitie |
| 6       | SD Tarazona               | 18  | 7   | 3   | 8   | 16 | 22 | -6  | 24   | Tweede subcompetitie |
| 7       | UD Mutilvera              | 18  | 6   | 5   | 7   | 23 | 18 | +5  | 23   | Derde subcompetitie  |
| 8       | SD Ejea                   | 20  | 4   | 6   | 8   | 12 | 19 | -7  | 18   | Derde subcompetitie  |
| 9       | CD Izarra                 | 20  | 4   | 3   | 11  | 14 | 25 | -11 | 15   | Derde subcompetitie  |
| 10      | Haro Deportivo            | 20  | 2   | 6   | 10  | 14 | 24 | -10 | 12   | Derde subcompetitie  |

##### Groep 3 Subgroep A
| Positie | Team                   | Wed | Gew | Gel | Ver | DV | DT | Gem | Punt | Res Fase 2           |
| ------- | ---------------------- | --- | --- | --- | --- | -- | -- | --- | ---- | -------------------- |
| 1       | Gimnàstic de Tarragona | 20  | 9   | 8   | 3   | 32 | 15 | +17 | 35   | Eerste subcompetitie |
| 2       | FC Barcelona B         | 20  | 10  | 4   | 6   | 28 | 17 | +11 | 34   | Eerste subcompetitie |
| 3       | FC Andorra             | 20  | 8   | 7   | 5   | 23 | 19 | +4  | 31   | Eerste subcompetitie |
| 4       | UE Llagostera          | 20  | 7   | 8   | 5   | 19 | 19 | 0   | 29   | Tweede subcompetitie |
| 5       | UE Cornellà            | 20  | 8   | 5   | 7   | 27 | 25 | +2  | 29   | Tweede subcompetitie |
| 6       | CF Badalona            | 20  | 7   | 7   | 6   | 16 | 16 | 0   | 28   | Tweede subcompetitie |
| 7       | Club Lleida Esportiu   | 20  | 8   | 3   | 9   | 24 | 23 | +1  | 27   | Tweede subcompetitie |
| 8       | RCD Espanyol B         | 20  | 6   | 5   | 9   | 22 | 27 | -5  | 23   | Derde subcompetitie  |
| 9       | CE L'Hospitalet        | 20  | 6   | 4   | 10  | 21 | 35 | -14 | 22   | Derde subcompetitie  |
| 10      | AE Prat                | 20  | 4   | 9   | 7   | 12 | 20 | -7  | 21   | Derde subcompetitie  |
| 11      | UE Olot                | 20  | 4   | 6   | 10  | 19 | 28 | -9  | 18   | Derde subcompetitie  |

##### Groep 3 Subgroep B
| Positie | Team                 | Wed | Gew | Gel | Ver | DV | DT | Gem | Punt | Res Fase 2           |
| ------- | -------------------- | --- | --- | --- | --- | -- | -- | --- | ---- | -------------------- |
| 1       | UD Ibiza             | 18  | 12  | 4   | 2   | 26 | 5  | +21 | 40   | Eerste subcompetitie |
| 2       | CD Alcoyano          | 18  | 9   | 4   | 5   | 17 | 16 | +1  | 31   | Eerste subcompetitie |
| 3       | Villarreal CF B      | 18  | 7   | 7   | 4   | 21 | 15 | +6  | 28   | Eerste subcompetitie |
| 4       | Hércules CF          | 18  | 6   | 6   | 6   | 15 | 14 | +1  | 24   | Tweede subcompetitie |
| 5       | CF La Nucía          | 18  | 6   | 5   | 7   | 15 | 19 | -4  | 23   | Tweede subcompetitie |
| 6       | Atlético Levante UD  | 18  | 6   | 4   | 8   | 15 | 19 | -4  | 22   | Tweede subcompetitie |
| 7       | Atzeneta UE          | 18  | 5   | 6   | 7   | 20 | 18 | +2  | 21   | Derde subcompetitie  |
| 8       | SCR Peña Deportiva   | 18  | 4   | 9   | 5   | 10 | 13 | -3  | 21   | Derde subcompetitie  |
| 9       | Orihuela CF          | 18  | 3   | 6   | 9   | 12 | 26 | -14 | 15   | Derde subcompetitie  |
| 10      | Valencia CF Mestalla | 18  | 2   | 9   | 7   | 20 | 26 | -6  | 15   | Derde subcompetitie  |

##### Groep 4 Subgroep A
| Positie | Team                     | Wed | Gew | Gel | Ver | DV | DT | Gem | Punt | Res Fase 2           |
| ------- | ------------------------ | --- | --- | --- | --- | -- | -- | --- | ---- | -------------------- |
| 1       | Algeciras CF             | 18  | 9   | 5   | 4   | 21 | 17 | +4  | 32   | Eerste subcompetitie |
| 2       | San Fernando CD          | 18  | 9   | 4   | 5   | 22 | 15 | +7  | 31   | Eerste subcompetitie |
| 3       | Atlético Sanluqueño CF   | 18  | 9   | 4   | 5   | 18 | 17 | +1  | 31   | Eerste subcompetitie |
| 4       | Real Balompédica Linense | 18  | 7   | 7   | 4   | 17 | 12 | +5  | 28   | Tweede subcompetitie |
| 5       | UD Tamaraceite           | 18  | 6   | 9   | 3   | 19 | 15 | +4  | 27   | Tweede subcompetitie |
| 6       | Cádiz CF B               | 18  | 6   | 5   | 7   | 20 | 19 | +1  | 23   | Tweede subcompetitie |
| 7       | UD Las Palmas Atlético   | 18  | 4   | 9   | 5   | 13 | 16 | -3  | 21   | Derde subcompetitie  |
| 8       | Recreativo Huelva        | 18  | 5   | 5   | 8   | 29 | 27 | +2  | 20   | Derde subcompetitie  |
| 9       | Marbella FC              | 18  | 4   | 6   | 8   | 20 | 19 | +1  | 18   | Derde subcompetitie  |
| 10      | CD Marino                | 18  | 2   | 4   | 12  | 11 | 33 | -22 | 10   | Derde subcompetitie  |

##### Groep 4 Subgroep B
| Positie | Team                     | Wed | Gew | Gel | Ver | DV | DT | Gem | Punt | Res Fase 2           |
| ------- | ------------------------ | --- | --- | --- | --- | -- | -- | --- | ---- | -------------------- |
| 1       | UCAM Murcia CF           | 18  | 9   | 6   | 3   | 22 | 15 | +7  | 33   | Eerste subcompetitie |
| 2       | Linares Deportivo        | 18  | 10  | 3   | 5   | 22 | 16 | +6  | 33   | Eerste subcompetitie |
| 3       | Betis Deportivo Balompié | 18  | 7   | 9   | 2   | 23 | 15 | +8  | 30   | Eerste subcompetitie |
| 4       | Sevilla Atlético         | 18  | 8   | 6   | 4   | 27 | 19 | +8  | 30   | Tweede subcompetitie |
| 5       | Córdoba CF               | 18  | 7   | 6   | 5   | 21 | 16 | +5  | 27   | Tweede subcompetitie |
| 6       | Real Murcia              | 18  | 6   | 7   | 5   | 22 | 21 | +1  | 25   | Tweede subcompetitie |
| 7       | Club Recreativo Granada  | 18  | 6   | 5   | 7   | 20 | 19 | +1  | 23   | Derde subcompetitie  |
| 8       | CD El Ejido 2012         | 18  | 4   | 7   | 7   | 17 | 21 | -4  | 19   | Derde subcompetitie  |
| 9       | Yeclano Deportivo        | 18  | 2   | 5   | 11  | 13 | 27 | -14 | 11   | Derde subcompetitie  |
| 10      | CF Lorca Deportiva       | 18  | 1   | 6   | 11  | 15 | 33 | -18 | 9    | Derde subcompetitie  |

##### Groep 5 Subgroep A
| Positie | Team                             | Wed | Gew | Gel | Ver | DV | DT | Gem | Punt | Res Fase 2           |
| ------- | -------------------------------- | --- | --- | --- | --- | -- | -- | --- | ---- | -------------------- |
| 1       | UD San Sebastián de los Reyes    | 18  | 10  | 5   | 3   | 22 | 14 | +8  | 35   | Eerste subcompetitie |
| 2       | Real Madrid Castilla             | 18  | 9   | 5   | 4   | 30 | 21 | +9  | 32   | Eerste subcompetitie |
| 3       | CF Internacional de Madrid       | 18  | 8   | 6   | 4   | 24 | 16 | +8  | 30   | Eerste subcompetitie |
| 4       | Rayo Majadahonda                 | 18  | 8   | 4   | 6   | 17 | 16 | +1  | 28   | Tweede subcompetitie |
| 5       | Club Deportivo Atlético Baleares | 18  | 6   | 6   | 6   | 26 | 21 | +5  | 24   | Tweede subcompetitie |
| 6       | CDA Navalcarnero                 | 18  | 3   | 11  | 4   | 16 | 18 | -2  | 20   | Tweede subcompetitie |
| 7       | Las Rozas CF                     | 18  | 5   | 5   | 8   | 16 | 25 | -9  | 20   | Derde subcompetitie  |
| 8       | Atlético Madrid B                | 18  | 4   | 7   | 7   | 15 | 20 | -5  | 19   | Derde subcompetitie  |
| 9       | UD Poblense                      | 18  | 2   | 10  | 6   | 16 | 21 | -5  | 16   | Derde subcompetitie  |
| 10      | Getafe CF B                      | 18  | 2   | 7   | 9   | 11 | 21 | -10 | 13   | Derde subcompetitie  |

##### Groep 5 Subgroep B
| Positie | Team                    | Wed | Gew | Gel | Ver | DV | DT | Gem | Punt | Res Fase 2           |
| ------- | ----------------------- | --- | --- | --- | --- | -- | -- | --- | ---- | -------------------- |
| 1       | CD Badajoz              | 18  | 12  | 5   | 1   | 32 | 9  | +23 | 41   | Eerste subcompetitie |
| 2       | Extremadura UD          | 18  | 8   | 7   | 3   | 24 | 16 | +8  | 31   | Eerste subcompetitie |
| 3       | CF Talavera de la Reina | 18  | 7   | 6   | 5   | 23 | 19 | +4  | 27   | Eerste subcompetitie |
| 4       | CF Villanovense         | 18  | 7   | 6   | 5   | 15 | 8  | +7  | 27   | Tweede subcompetitie |
| 5       | CD Don Benito           | 18  | 6   | 6   | 6   | 16 | 21 | -5  | 24   | Tweede subcompetitie |
| 6       | Mérida AD               | 18  | 6   | 5   | 7   | 12 | 12 | 0   | 23   | Tweede subcompetitie |
| 7       | UD Melilla              | 18  | 6   | 5   | 7   | 15 | 19 | -4  | 23   | Derde subcompetitie  |
| 8       | Villarrubia CF          | 18  | 4   | 8   | 6   | 17 | 24 | -7  | 20   | Derde subcompetitie  |
| 9       | UD Yugo Socuéllamos     | 18  | 4   | 4   | 10  | 13 | 25 | -12 | 16   | Derde subcompetitie  |
| 10      | CP Villarrobledo        | 18  | 2   | 4   | 12  | 15 | 29 | -14 | 10   | Derde subcompetitie  |

#### Fase 2 Drie Subcompetities
Aan de hand van de uitslag van Fase 1 werden de ploegen ingedeeld in drie subcompetities.

##### Eerste Subcompetitie, de promotie naar Segunda A
De ploegen, die op de drie eerste plaatsen eindigden van hun subgroep, zijn minstens zeker van de Primera División RFEF. Ze behielden hun punten en speelden een thuis- en uitwedstrijd tegen de ploegen van de andere subgroep.  Met andere woorden zes extra wedstrijden met behoud van punten uit de eerste fase.

###### Groep 1
| Positie | Team                       | Coeff | Wed | Gew | Gel | Ver | DV | DT | Gem | Punt | Res Fase 3 of seizoen 2021-2022 |
| ------- | -------------------------- | ----- | --- | --- | --- | --- | -- | -- | --- | ---- | ------------------------------- |
| 1       | Burgos CF                  | 2,083 | 24  | 15  | 5   | 4   | 31 | 14 | +17 | 50   | Fase 3                          |
| 2       | Celta de Vigo B            | 1.667 | 24  | 12  | 4   | 8   | 34 | 26 | +8  | 40   | Fase 3                          |
| 3       | Zamora CF                  | 1.667 | 24  | 11  | 7   | 6   | 27 | 26 | +1  | 40   | Fase 3                          |
| 4       | Unionistas de Salamanca CF | 1,625 | 24  | 11  | 6   | 7   | 24 | 17 | +7  | 39   | Primera División RFEF           |
| 5       | Real Valladolid Promesas   | 1.625 | 24  | 11  | 6   | 7   | 32 | 30 | +2  | 39   | Primera División RFEF           |
| 6       | Cultural Leonesa           | 1,417 | 24  | 9   | 7   | 8   | 34 | 28 | +6  | 34   | Primera División RFEF           |

###### Groep 2
| Positie | Team            | Coeff | Wed | Gew | Gel | Ver | DV | DT | Gem | Punt | Res Fase 3 of seizoen 2021-2022 |
| ------- | --------------- | ----- | --- | --- | --- | --- | -- | -- | --- | ---- | ------------------------------- |
| 1       | Real Sociedad B | 2,038 | 26  | 16  | 5   | 5   | 46 | 22 | +24 | 53   | Fase 3                          |
| 2       | Athletic Bilbao | 1,962 | 26  | 15  | 6   | 5   | 46 | 25 | +21 | 51   | Fase 3                          |
| 3       | SD Amorebieta   | 1,885 | 26  | 14  | 7   | 5   | 34 | 21 | +13 | 49   | Fase 3                          |
| 4       | CD Calahorra    | 1,750 | 24  | 11  | 9   | 4   | 22 | 11 | +11 | 42   | Fase 3                          |
| 5       | CD Tudelano     | 1,416 | 24  | 9   | 7   | 8   | 35 | 31 | +4  | 34   | Primera División RFEF           |
| 6       | SD Logroñés     | 1,416 | 24  | 8   | 10  | 6   | 23 | 23 | 0   | 34   | Primera División RFEF           |

###### Groep 3
| Positie | Team                   | Coeff | Wed | Gew | Gel | Ver | DV | DT | Gem | Punt | Res Fase 3 of seizoen 2021-2022 |
| ------- | ---------------------- | ----- | --- | --- | --- | --- | -- | -- | --- | ---- | ------------------------------- |
| 1       | UD Ibiza               | 2,167 | 24  | 16  | 4   | 4   | 36 | 10 | +26 | 52   | Fase 3                          |
| 2       | FC Barcelona B         | 1,885 | 26  | 15  | 4   | 7   | 42 | 27 | +15 | 49   | Fase 3                          |
| 3       | FC Andorra             | 1,692 | 26  | 12  | 8   | 6   | 34 | 25 | +9  | 44   | Fase 3                          |
| 4       | Gimnàstic de Tarragona | 1,654 | 26  | 11  | 10  | 5   | 38 | 24 | +14 | 43   | Primera División RFEF           |
| 5       | CD Alcoyano            | 1,375 | 24  | 9   | 6   | 9   | 22 | 25 | -3  | 33   | Primera División RFEF           |
| 6       | Villarreal CF B        | 1,208 | 24  | 7   | 8   | 9   | 31 | 32 | -1  | 29   | Primera División RFEF           |

###### Groep 4
| Positie | Team                     | Coeff | Wed | Gew | Gel | Ver | DV | DT | Gem | Punt | Res Fase 3 of seizoen 2021-2022 |
| ------- | ------------------------ | ----- | --- | --- | --- | --- | -- | -- | --- | ---- | ------------------------------- |
| 1       | Linares Deportivo        | 1,958 | 24  | 14  | 5   | 5   | 28 | 17 | +11 | 47   | Fase 3                          |
| 2       | UCAM Murcia CF           | 1,792 | 24  | 12  | 7   | 5   | 31 | 23 | +8  | 43   | Fase 3                          |
| 3       | Algeciras CF             | 1,667 | 24  | 11  | 7   | 6   | 25 | 23 | +2  | 40   | Fase 3                          |
| 4       | Betis Deportivo Balompié | 1,625 | 24  | 10  | 9   | 5   | 33 | 22 | +11 | 39   | Primera División RFEF           |
| 5       | San Fernando CD          | 1,583 | 24  | 11  | 5   | 8   | 29 | 23 | +6  | 38   | Primera División RFEF           |
| 6       | Atlético Sanluqueño CF   | 1,417 | 24  | 10  | 4   | 10  | 23 | 28 | -5  | 34   | Primera División RFEF           |

###### Groep 5
| Positie | Team                          | Coeff | Wed | Gew | Gel | Ver | DV | DT | Gem | Punt | Res Fase 3 of seizoen 2021-2022 |
| ------- | ----------------------------- | ----- | --- | --- | --- | --- | -- | -- | --- | ---- | ------------------------------- |
| 1       | CD Badajoz                    | 2,250 | 24  | 16  | 6   | 2   | 43 | 13 | +30 | 54   | Fase 3                          |
| 2       | UD San Sebastián de los Reyes | 1,792 | 24  | 12  | 7   | 5   | 28 | 23 | +5  | 43   | Fase 3                          |
| 3       | Real Madrid Castilla          | 1,667 | 24  | 11  | 7   | 6   | 40 | 31 | +9  | 40   | Fase 3                          |
| 4       | Extremadura UD                | 1,625 | 24  | 10  | 9   | 5   | 28 | 21 | +7  | 39   | Primera División RFEF           |
| 5       | CF Internacional de Madrid    | 1,500 | 24  | 10  | 6   | 8   | 27 | 22 | +5  | 36   | Primera División RFEF           |
| 6       | CF Talavera de la Reina       | 1,417 | 24  | 9   | 7   | 8   | 33 | 29 | +4  | 34   | Primera División RFEF           |

##### Tweede Subcompetitie, strijd om het behoud van de Primera División RFEF

###### Groep 1
| Positie | Team                  | Wed | Gew | Gel | Ver | DV | DT | Gem | Punt | Res Seizoen 2021-2022 |
| ------- | --------------------- | --- | --- | --- | --- | -- | -- | --- | ---- | --------------------- |
| 1       | Racing Ferrol         | 24  | 11  | 7   | 6   | 31 | 23 | +8  | 40   | Primera División RFEF |
| 2       | Deportivo La Coruña   | 24  | 11  | 6   | 7   | 22 | 13 | +9  | 39   | Primera División RFEF |
| 3       | CD Numancia           | 24  | 10  | 8   | 6   | 34 | 19 | +15 | 38   | Segunda División RFEF |
| 4       | UP Langreo            | 24  | 7   | 9   | 8   | 25 | 30 | -5  | 30   | Segunda División RFEF |
| 5       | SD Compostela         | 24  | 5   | 13  | 6   | 22 | 23 | -1  | 28   | Segunda División RFEF |
| 6       | Club Marino de Luanco | 24  | 7   | 6   | 11  | 19 | 26 | -7  | 27   | Segunda División RFEF |

###### Groep 2
| Positie | Team                 | Coef  | Wed | Gew | Gel | Ver | DV | DT | Gem | Punt | Res Fase 3 of seizoen 2021-2022 |
| ------- | -------------------- | ----- | --- | --- | --- | --- | -- | -- | --- | ---- | ------------------------------- |
| 1       | Real Unión           | 1,731 | 26  | 14  | 3   | 9   | 34 | 21 | +13 | 45   | Primera División RFEF           |
| 2       | Racing Santander     | 1,615 | 26  | 12  | 6   | 8   | 40 | 28 | +12 | 42   | Primera División RFEF           |
| 3       | Arenas Club de Getxo | 1,500 | 26  | 9   | 12  | 5   | 23 | 19 | +4  | 39   | Segunda División RFEF           |
| 4       | CD Ebro              | 1,500 | 26  | 10  | 9   | 7   | 24 | 28 | -4  | 39   | Segunda División RFEF           |
| 5       | CA Osasuna B         | 1,423 | 26  | 10  | 7   | 9   | 33 | 32 | +1  | 37   | Segunda División RFEF           |
| 6       | SD Tarazona          | 1,192 | 26  | 9   | 4   | 13  | 22 | 33 | -11 | 31   | Segunda División RFEF           |
| 7       | SD Laredo            | 1,115 | 26  | 8   | 5   | 13  | 23 | 36 | -13 | 29   | Segunda División RFEF           |

###### Groep 3
| Positie | Team                 | Coeff | Wed | Gew | Gel | Ver | DV | DT | Gem | Punt | Res Seizoen 2021-2022 |
| ------- | -------------------- | ----- | --- | --- | --- | --- | -- | -- | --- | ---- | --------------------- |
| 1       | UE Cornellà          | 1,615 | 26  | 12  | 6   | 8   | 36 | 29 | +7  | 42   | Primera División RFEF |
| 2       | UE Llagostera        | 1,500 | 26  | 10  | 9   | 7   | 27 | 26 | +1  | 39   | Primera División RFEF |
| 3       | Hércules CF          | 1,462 | 26  | 10  | 8   | 8   | 28 | 23 | +5  | 38   | Segunda División RFEF |
| 4       | Club Lleida Esportiu | 1,346 | 26  | 10  | 5   | 11  | 28 | 28 | 0   | 35   | Segunda División RFEF |
| 5       | CF Badalona          | 1,269 | 26  | 8   | 9   | 9   | 23 | 23 | 0   | 33   | Segunda División RFEF |
| 6       | CF La Nucía          | 1,192 | 26  | 8   | 7   | 11  | 20 | 28 | -8  | 31   | Segunda División RFEF |
| 7       | Atlético Levante UD  | 1,154 | 26  | 8   | 6   | 12  | 20 | 29 | -9  | 30   | Segunda División RFEF |

###### Groep 4
| Positie | Team                     | Wed | Gew | Gel | Ver | DV | DT | Gem | Punt | Res Seizoen 2021-2022 |
| ------- | ------------------------ | --- | --- | --- | --- | -- | -- | --- | ---- | --------------------- |
| 1       | Sevilla Atlético         | 24  | 10  | 8   | 6   | 37 | 27 | +10 | 38   | Primera División RFEF |
| 2       | Real Balompédica Linense | 24  | 10  | 8   | 6   | 24 | 22 | +2  | 38   | Primera División RFEF |
| 3       | Córdoba CF               | 24  | 10  | 7   | 7   | 31 | 22 | +9  | 37   | Segunda División RFEF |
| 4       | Real Murcia              | 24  | 9   | 8   | 7   | 27 | 25 | +2  | 35   | Segunda División RFEF |
| 5       | UD Tamaraceite           | 24  | 7   | 12  | 5   | 23 | 20 | +3  | 33   | Segunda División RFEF |
| 6       | Cádiz CF B               | 24  | 8   | 5   | 11  | 27 | 29 | -2  | 29   | Segunda División RFEF |

###### Groep 5
| Positie | Team                             | Wed | Gew | Gel | Ver | DV | DT | Gem | Punt | Res Seizoen 2021-2022 |
| ------- | -------------------------------- | --- | --- | --- | --- | -- | -- | --- | ---- | --------------------- |
| 1       | Rayo Majadahonda                 | 24  | 12  | 5   | 7   | 26 | 21 | +5  | 41   | Primera División RFEF |
| 2       | Club Deportivo Atlético Baleares | 24  | 11  | 6   | 7   | 36 | 24 | +12 | 39   | Primera División RFEF |
| 3       | CF Villanovense                  | 24  | 10  | 6   | 8   | 21 | 14 | +7  | 36   | Segunda División RFEF |
| 4       | Mérida AD                        | 24  | 8   | 6   | 10  | 19 | 19 | 0   | 30   | Segunda División RFEF |
| 5       | CDA Navalcarnero                 | 24  | 5   | 12  | 7   | 20 | 25 | -5  | 27   | Segunda División RFEF |
| 6       | CD Don Benito                    | 24  | 6   | 7   | 11  | 18 | 31 | -13 | 25   | Segunda División RFEF |

##### Derde Subcompetitie, strijd om het behoud van de Segunda División RFEF

###### Groep 1
| Positie | Team             | Wed | Gew | Gel | Ver | DV | DT | Gem | Punt | Res Seizoen 2021-2022 |
| ------- | ---------------- | --- | --- | --- | --- | -- | -- | --- | ---- | --------------------- |
| 1       | Coruxo FC        | 26  | 10  | 6   | 10  | 32 | 32 | 0   | 36   | Segunda División RFEF |
| 2       | Salamanca CF     | 26  | 9   | 8   | 9   | 29 | 26 | +3  | 35   | Segunda División RFEF |
| 3       | Pontevedra CF    | 26  | 8   | 10  | 8   | 31 | 25 | +6  | 34   | Segunda División RFEF |
| 4       | Real Oviedo B    | 26  | 8   | 6   | 12  | 22 | 39 | -17 | 30   | Tercera División RFEF |
| 5       | CD Lealtad       | 26  | 5   | 13  | 8   | 20 | 23 | -3  | 28   | Tercera División RFEF |
| 6       | Sporting Gijón B | 26  | 5   | 11  | 10  | 26 | 35 | -9  | 26   | Tercera División RFEF |
| 7       | CD Guijuelo      | 26  | 5   | 7   | 14  | 24 | 38 | -14 | 22   | Tercera División RFEF |
| 8       | CD Covadonga     | 26  | 4   | 3   | 19  | 19 | 31 | -12 | 15   | Tercera División RFEF |

###### Groep 2
| Positie | Team               | Coeff | Wed | Gew | Gel | Ver | DV | DT | Gem | Punt | Res Seizoen 2021-2022 |
| ------- | ------------------ | ----- | --- | --- | --- | --- | -- | -- | --- | ---- | --------------------- |
| 1       | UD Mutilvera       | 1,440 | 25  | 9   | 9   | 7   | 31 | 21 | +10 | 36   | Segunda División RFEF |
| 2       | SD Ejea            | 1,423 | 26  | 10  | 7   | 9   | 24 | 26 | -2  | 37   | Segunda División RFEF |
| 3       | CD Izarra          | 1,308 | 26  | 10  | 4   | 12  | 29 | 31 | -2  | 34   | Segunda División RFEF |
| 4       | Club Portugalete   | 1,000 | 28  | 7   | 7   | 14  | 22 | 28 | -6  | 28   | Tercera División RFEF |
| 5       | Haro Deportivo     | 0,962 | 26  | 5   | 10  | 11  | 25 | 31 | -6  | 25   | Tercera División RFEF |
| 6       | Deportivo Alavés B | 0,815 | 27  | 5   | 7   | 15  | 26 | 41 | -15 | 22   | Tercera División RFEF |
| 7       | Barakaldo CF       | 0,786 | 28  | 5   | 7   | 16  | 16 | 26 | -10 | 22   | Tercera División RFEF |
| 8       | SD Leioa           | 0,571 | 28  | 3   | 7   | 18  | 18 | 47 | -29 | 16   | Tercera División RFEF |

###### Groep 3
| Positie | Team                 | Coeff | Wed | Gew | Gel | Ver | DV | DT | Gem | Punt | Res Seizoen 2021-2022 |
| ------- | -------------------- | ----- | --- | --- | --- | --- | -- | -- | --- | ---- | --------------------- |
| 1       | SCR Peña Deportiva   | 1,385 | 26  | 8   | 12  | 6   | 20 | 20 | 0   | 36   | Segunda División RFEF |
| 2       | RCD Espanyol B       | 1,321 | 28  | 10  | 7   | 11  | 33 | 34 | -1  | 37   | Segunda División RFEF |
| 3       | AE Prat              | 1,286 | 28  | 8   | 12  | 8   | 23 | 27 | -4  | 36   | Segunda División RFEF |
| 4       | UE Olot              | 1,214 | 28  | 9   | 7   | 12  | 29 | 35 | -6  | 34   | Tercera División RFEF |
| 5       | Atzeneta UE          | 1,077 | 26  | 7   | 7   | 12  | 27 | 29 | -2  | 28   | Tercera División RFEF |
| 6       | CE L'Hospitalet      | 1,071 | 28  | 8   | 6   | 14  | 31 | 48 | -17 | 30   | Tercera División RFEF |
| 7       | Orihuela CF          | 0,962 | 26  | 6   | 7   | 13  | 25 | 40 | -15 | 25   | Tercera División RFEF |
| 8       | Valencia CF Mestalla | 0,692 | 26  | 2   | 12  | 12  | 24 | 35 | -11 | 18   | Tercera División RFEF |

###### Groep 4
| Positie | Team                    | Wed | Gew | Gel | Ver | DV | DT | Gem | Punt | Res Seizoen 2021-2022 |
| ------- | ----------------------- | --- | --- | --- | --- | -- | -- | --- | ---- | --------------------- |
| 1       | UD Las Palmas Atlético  | 26  | 8   | 11  | 7   | 27 | 25 | +2  | 35   | Segunda División RFEF |
| 2       | CD El Ejido 2012        | 26  | 9   | 8   | 9   | 30 | 27 | +3  | 35   | Segunda División RFEF |
| 3       | Club Recreativo Granada | 26  | 9   | 8   | 9   | 25 | 23 | +2  | 35   | Segunda División RFEF |
| 4       | Marbella FC             | 26  | 9   | 7   | 10  | 31 | 27 | +4  | 34   | Tercera División RFEF |
| 5       | Yeclano Deportivo       | 26  | 8   | 5   | 13  | 29 | 40 | -11 | 29   | Tercera División RFEF |
| 6       | Recreativo Huelva       | 26  | 6   | 5   | 15  | 36 | 38 | -2  | 23   | Tercera División RFEF |
| 7       | CF Lorca Deportiva      | 26  | 4   | 7   | 15  | 26 | 49 | -23 | 19   | Tercera División RFEF |
| 8       | CD Marino               | 26  | 2   | 6   | 18  | 18 | 50 | -32 | 12   | Tercera División RFEF |

###### Groep 5
| Positie | Team                | Wed | Gew | Gel | Ver | DV | DT | Gem | Punt | Res Seizoen 2021-2022 |
| ------- | ------------------- | --- | --- | --- | --- | -- | -- | --- | ---- | --------------------- |
| 1       | UD Melilla          | 26  | 9   | 10  | 7   | 28 | 26 | +2  | 37   | Segunda División RFEF |
| 2       | UD Yugo Socuéllamos | 26  | 9   | 6   | 11  | 20 | 27 | -7  | 33   | Segunda División RFEF |
| 3       | UD Poblense         | 26  | 6   | 12  | 8   | 29 | 28 | +1  | 30   | Tercera División RFEF |
| 4       | Atlético Madrid B   | 26  | 7   | 8   | 11  | 23 | 30 | -7  | 29   | Tercera División RFEF |
| 5       | Villarrubia CF      | 26  | 6   | 11  | 9   | 24 | 33 | -9  | 29   | Tercera División RFEF |
| 6       | Las Rozas CF        | 26  | 6   | 10  | 10  | 21 | 31 | -10 | 28   | Tercera División RFEF |
| 7       | Getafe CF B         | 26  | 4   | 11  | 11  | 18 | 30 | -12 | 23   | Tercera División RFEF |
| 8       | CP Villarrobledo    | 26  | 2   | 6   | 18  | 20 | 44 | -24 | 12   | Tercera División RFEF |

#### Fase 3 Play Offs promotie Segunda A
De eindronde werd in twee rondes gespeeld.  Alle wedstrijden werden gespeeld in de autonome regio Extremadura.

#### Eerste ronde
De trekking van de eerste ronde had plaats op 10 mei 2021 en de wedstrijden werden gespeeld op 15 en 16 mei 2021.  De vijf kampioenen hadden dit seizoen niet het voordeel van een aparte play off, die reeds twee van de vier stijgers aanwees.  Daarentegen werden zij als winnaar aangeduid tijdens de twee rondes, wanneer na verlengingen de wedstrijd nog steeds op gelijke stand eindigde.  Op deze manier schakelde Ibiza het filiaal van Real Madrid uit na een 0-0 gelijkspel na negentig minuten.
| Tijdstip     | Stadion                                  | Team 1                        | Team 2               | 90 min. 1 | 90 min. 2 | 120 min. 1 | 120 min 2 | Pen. 1 | Pen. 2 |
| ------------ | ---------------------------------------- | ----------------------------- | -------------------- | --------- | --------- | ---------- | --------- | ------ | ------ |
| 15 mei 12.00 | Estadio Muncipal Villanueva de la Serena | UD San Sebastián de los Reyes | Algeciras CF         | 1         | 3         | -          | -         | -      | -      |
| 15 mei 18.00 | Vicente Sanz, Don Benito                 | Burgos CF                     | CD Calahorra         | 0         | 0         | 1          | 0         | -      | -      |
| 15 mei 20.00 | Francisco de la Hera, Almendralejo       | Real Sociedad B               | FC Andorra           | 1         | 1         | 2          | 1         | -      | -      |
| 15 mei 20.00 | Nuevo Vivero, Badajoz                    | Linares Deportivo             | SD Amorebieta        | 1         | 2         | -          | -         | -      | -      |
| 16 mei 12.00 | Nuevo Vivero, Badajoz                    | UD Ibiza                      | Real Madrid Castilla | 0         | 0         | 0          | 0         | -      | -      |
| 16 mei 12.00 | Vicente Sanz, Don Benito                 | UCAM Murcia CF                | FC Barcelona B       | 2         | 2         | 2          | 2         | 5      | 4      |
| 16 mei 20.15 | Francisco de la Hera, Almendralejo       | CD Badajoz                    | Zamora CF            | 2         | 0         | -          | -         | -      | -      |
| 16 mei 20.15 | Estadio Muncipal Villanueva de la Serena | Athletic Bilbao B             | Celta de Vigo B      | 2         | 1         | -          | -         | -      | -      |

#### Tweede ronde
De trekking van de eerste ronde had plaats op 17 mei 2021 en de wedstrijden werden gespeeld op 22 en 23 mei 2021.
| Tijdstip     | Stadion                            | Team 1          | Team 2            | 90 min. 1 | 90 min. 2 | 120 min. 1 | 120 min 2 | Pen. 1 | Pen. 2 |
| ------------ | ---------------------------------- | --------------- | ----------------- | --------- | --------- | ---------- | --------- | ------ | ------ |
| 22 mei 20.00 | Francisco de la Hera, Almendralejo | Real Sociedad B | Algeciras CF      | 1         | 1         | 2          | 1         | -      | -      |
| 22 mei 22.00 | Nuevo Vivero, Badajoz              | CD Badajoz      | SD Amorebieta     | 0         | 1         | -          | -         | -      | -      |
| 23 mei 12.00 | Nuevo Vivero, Badajoz              | UD Ibiza        | UCAM Murcia CF    | 1         | 0         | -          | -         | -      | -      |
| 23 mei 20.00 | Francisco de la Hera, Almendralejo | Burgos CF       | Athletic Bilbao B | 0         | 0         | 1          | 0         | -      | -      |

Primera División ·
Segunda División ·
Primera Federación ·
Segunda Federación ·
Tercera Federación ·
Spaans amateurvoetbal ·

Copa del Rey ·
Copa de la Liga ·
Supercopa de España · 
Primera División Femenina · 
Copa de la Reina

División de Honor de Futsal